# Cestování v čase
Cestování v čase je teoretická koncepce, kdy se cestovatel pohybuje do minulosti či do budoucnosti, většinou za pomoci určitého stroje času. Úvaha se ovšem většinou omezuje na fyzikální možnosti pohybu hmotného tělesa, kdežto životních podmínek pro živý organismus „cestovatele“ si nevšímá.

## Cestování v čase ve vědě
Přestože až do začátku 20. století bylo cestování v čase obecně považováno za nemožné, fyzik Albert Einstein pomocí speciální teorie relativity ukázal, že do budoucnosti v jistém smyslu cestovat lze. Podle této teorie, pokud se jakékoliv těleso přiblíží rychlosti světla, čas se pro něj z hlediska ostatních zpomalí, takže vlastně cestuje do budoucnosti. Stejného efektu lze dle obecné teorie relativity dosáhnout pobytem v silném gravitačním poli, například poblíž černé díry. Nicméně žádný z těchto způsobů neumožňuje se vrátit do výchozí doby, cesta je jednosměrná.
Cestování do minulosti je teoreticky mnohem složitější a i názory odborníků na moderní fyziku se liší. Příznivci poukazují např. na to, že v obecné teorii relativity existují taková řešení Einsteinových rovnic, která cestování časem zpět přímo umožňují (např. při přiblížení dvou kosmických strun, analytické prodloužení prostoročasu Kerrovy černé díry nebo některé typy červích děr). Takové časoprostory jsou typické možností výskytu částic s uzavřenou světočárou, které se věčně pohybují v časové smyčce. Pohybové rovnice pak zůstávají konzistentní i v systémech s uměle zavedeným strojem času. (Tzv. Novikovův princip konzistentní historie.)
Přestože řešení Einsteinových rovnic obsahující stroje času existují, někteří přední fyzikové se domnívají, že nemají fyzikální platnost. Stephen Hawking např. zformuloval hypotézu ochrany chronologie, podle které časoprostory obsahující částice s uzavřenou světočarou (a tedy i stroje času) nemohou vzniknout. Jedním z argumentů proti jejich vzniku je, že kvantová pole mají v blízkosti časových smyček tendenci divergovat v důsledku toho, že virtuální částice mohou procházet časovou smyčkou v nulovém čase. Ani zde však nepanuje shoda. Často se rovněž argumentuje tím, že stroje času v kvantové mechanice obecně vedou ke ztrátě unitarity. Jsou ovšem známy i modely, které tento problém nemají, takže není jasné, zda je to problém některých metod výpočtu, nebo zda jde o obecnou vlastnost.
Problematickou zůstává i otázka vytvoření stroje času – většina řešení obsahující stroj času totiž obsahuje nějaký druh exotické hmoty – buďto hmotu se zápornou celkovou energií (většina červích děr), nebo topologický defekt (v případě kosmických strun). Navíc je většinou k sestrojení takového stroje času třeba manipulace s množstvím hmoty alespoň srovnatelným s hmotou Slunce.
Pokud by bylo cestování časem přesto možné, musí se nějakým způsobem vypořádat s problémem zachování kauzality a možností existence časových paradoxů, které by vyplynuly z jejího porušení. Pokud bychom se chtěli vracet v jiném čase například do téhož místa na zemském povrchu, museli bychom brát v potaz také všechny pohyby, které zemský povrch vykonává v rámci celého vesmíru, relativní umístění jakéhokoliv bodu na Zeměkouli se totiž neustále velmi rychle mění a to mnoha složenými nelineárními pohyby nebeských těles současně – šlo by tedy o složité cestování v časoprostoru. Navíc samotná zeměkoule se také neustále mění, pozemské kontinenty se nejen pohybují vertikálně i horizontálně, ale vznikají i zanikají. Tentýž bod na zemském povrchu před milióny let vypadal pravděpodobně zcela jinak než dnes a pravděpodobně bude vypadat zcela jinak i za milióny let v daleké budoucnosti.
Vědci z australské Queensland University nasimulovali cestování fotonů v čase zpět, kdy se jednotlivé fotony dostávají do interakce se svojí starší verzí. Student univerzity Germain Tobar se pokusil vypracoval teorii, která měla nastiňovat možnost cestování časem bez vytvoření paradoxů.

### Paradoxy
Časový paradox je jev, kdy cestování do minulosti přímo vede k situaci, která je proti logice nebo proti fyzikálním zákonům, které jsou považovány za obecně platné. Například by případný pozorovatel mohl pomocí cesty časem do minulosti zabránit tomu, aby do ní odcestoval, a vytvořil tak situaci, která nemá řešení; stav kdy reakce zruší akci. Pro podrobnosti vizte heslo paradox zabití předka. Jedním možným rozřešením tohoto paradoxu je, že existuje fyzikální zákon zabraňující vzniku paradoxu. Tj. pokud budeme v minulosti, není dle přírodních zákonů možné např. zabít svého předka.
Někdy se poukazuje na fakt, že kdyby bylo možno cestovat dle klasických představ do minulosti, měli bychom kolem sebe pozorovat návštěvníky z budoucnosti, což se neděje. To může signalizovat, že lidstvo do minulosti nikdy cestovat nebude, nebo že lze vytvořit jen takové stroje času, které umožní návrat nejvýše do okamžiku jejich sestrojení. Takovým strojem času by pak byla naše současnost nepřístupná.
Jiný paradox, se kterým přišel I. D. Novikov, se týká makroskopických objektů uzavřených v časové smyčce. (Například prsten, který jsem dostal od své babičky a později se s ním vrátím do minulosti, kde jí ho předám, aby mi ho mohla dát.) Problémem je, že entropie takového objektu musí podél jeho dráhy alespoň nějaký čas znatelně klesat, což se zdá být proti druhému zákonu termodynamiky. Ve skutečnosti je podobný problém spojený už se samotnou myšlenkou historie, která je konzistentní sama se sebou.
Poměrně známý je rovněž „paradox“ teorie, kterou nikdo nevymyslel. Poukazuje na možnost, že se od známého vědce naučím nějakou převratnou myšlenku, odcestuji do minulosti a tam mu ji sdělím. Myšlenku tak vlastně nikdo nevymyslel, každý účastník řetězce se ji totiž naučil od někoho jiného.

## Cestování v čase v kultuře
Ve filmu se koncepce cestování v čase objevila již v jeho začátcích. Postupem času začaly filmy, hlavě ty, kde je popisována cesta do budoucnosti, získávat určitý, byť někdy i jen mírný politický podtext (Muž z prvního století, Stroj času), charakterizovaly tak ideje své doby. Podobný politický podtext měly rovněž filmy, které se přímo odehrávaly v budoucnosti (Star Trek). Ve velké části filmů je budoucnost zobrazena jako ráj (Star Trek, Návrat do budoucnosti), jinde, a to převážně v novějších filmech spíše jako doba, kdy lidstvo téměř zničilo samo sebe (Dvanáct opic, Ztraceni ve vesmíru).
V 80. letech byl patrně nejvýznamnějším filmem, kde se objevily nejen základní charakteristiky cestování v čase, ale např. i časové paradoxy Návrat do budoucnosti. Cest časem do minulosti poté přibývalo, včetně varianty, kdy někdo z naší budoucnosti cestoval do minulosti, naší současnosti. Přes neustálé obavy hrdinů z narušení minulosti si mnoho filmů s časovými paradoxy nedělá příliš hlavu, předpokládá, že když se postavy budou chovat „opatrně“, nic se nezmění (např. Star Trek IV, Lovci Dinosaurů) nebo vyřeší ty nejnápadnější problémy a doufá, že detaily divák odpustí (Terminátor).

### Filmy a seriály, v nichž se cestuje v čase (výběr)

#### České filmy
- Cesta do pravěku (1955)
- Muž z prvního století (1961)
- Návštěvníci (seriál) (1981)
- Probudím se včera (2012)
- Zítra vstanu a opařím se čajem (1977)
- Zabil jsem Einsteina, pánové… (1969)

#### Zahraniční filmy
- Akta X
  - [04x19] Synchronie (1997)
- Andromeda Stoupající
- Austin Powers
- Avengers: Endgame (2019)
- Batman vs Superman: Úsvit spravedlnosti (2016)
- Cestovatel (seriál) (2007)
- Continuum (seriál) (2012)
- Černý rytíř
- Červený trpaslík (seriál)
  - [07x01] Pekelně ostrý výlet (1997)
- Dark (2017)
- Déja Vu (2006)
- Dinosauři (2004)
- Doctor Who (1963)
- Donnie Darko [2001)
- Dvanáct opic (1995)
- Futurama (1999)
- Griffinovi
- Harry Potter a vězeň z Azkabanu
- Hrdinové (2006)
- Hvězdná brána
  - [02x21] Rok 1969 (1999)
  - [04x06] Časová smyčka (2000)
  - [08x20] Moebius II (2005)
- Hvězdná brána: Návrat
- Hvězdná brána: Atlantida
  - [01x15] Before I Sleep (2005)
  - [04x20] The Last Man (Part 1)(2008)
- Hvězdná brána: Hluboký vesmír
  - [01x08] Time (2009)
  - [02x12] Twin Destinies – Dvojí osud (2011)
- Interstellar
- Ivan Vasiljevič mění povolání (1973)
- Katastrofy (film, 1999) (1999)
- Kate & Leopold – (2001)
- Krajní meze (1995–2002)
  - dějová linie o doktorce Givensové: [02x01], [06x21], [06x22]
  - dějová linie o Nicolasovi Prenticovi: [05x12], [06x17], [07x15]
  - [01x07], [06x05], [07x02] aj.
- Legends of Tomorrow (Legendy zítřka) (2016)
- Loki (seriál)
- Looper (2012)
- Misfits: Zmetci
- Minutemen (2008)
- Muž z prvního století (1961)
- Muži v černém 3 (2012)
- Návrat do budoucnosti (1985)
- Návrat do budoucnosti II (1989)
- Návrat do budoucnosti III (1990)
- Návštěvníci (film) (1993)
- Návštěvníci 2 (1998)
- Návštěvníci: Cesta do Ameriky (2001)
- Osudový dotek (2004)
- Planeta opic (film, 1968) (1968)
- Pravěk útočí (2007)
- Prehistorický park (2006)
- Project Almanac (2014)
- Projekt Adam (2022)
- Proud času (2003)
- Rudá jako rubín
- S. Darco (film) (2009)
- Safírově modrá
- Simpsonovi
- Star Trek (seriál) (1966)
- Star Trek: Nová generace – mj. epizoda Enterprise včerejška
- Star Trek: Stanice Deep Space Nine – mj. epizoda Potomci času, Čas minulý, Vizionář a Další trable s tribbly
- Star Trek: Voyager – mj. epizoda Den v minulosti, Rok pekla, Proti času, Dohra
- Star Trek IV: Cesta domů (1986)
- Star Trek: První kontakt (1996)
- Star Trek (film) (2009)
- Steins;Gate (seriál) (2011)
- Stroj času (film, 1960) (1960)
- Stroj času (film, 2002) (2002)
- Štvanec času (2002)
- Tajemná záře nad Pacifikem (1980)
- Terminátor (film) (1984)
- Terminátor 2: Den zúčtování (1991)
- Terminátor 3: Vzpoura strojů (2003)
- Terminátor 5: Genysis (2015)
- Timecop (1994)
- The Flash (CW seriál)
- Justice League (2017)
- To byl zítra flám (2010)
- Uvězněni v čase (2007)
- Úkryt v čase (1993)
- Vše, co jste kdy chtěli vědět o cestování v čase (2009)
- X-Men: Budoucí minulost
- Záhada vyvoleného (2002)
- Zelená jako smaragd
- Zítra vstanu a opařím se čajem (1977)
- Zlaté časy ve Spessartu (1967)
- Ztraceni
- Ztraceni ve vesmíru (1998)

### Cestování v čase v literatuře (výběr)

#### Česká literatura
- Jakub Arbes: Newtonův mozek
- Svatopluk Čech: Nový epochální výlet pana Broučka, tentokráte do XV. století
- Vladimír Socha: Poslední dny dinosaurů
- Ludvík Souček: povídky Jak to vlastně bylo s Odysseem a Služební cesta z knihy Hippokratův slib
- Ludmila Vaňková: Mosty přes propast času

#### Zahraniční literatura
- Poul William Anderson: Strážci času
- Isaac Asimov: Konec věčnosti
- Stephen Baxter: Časupodobné nekonečno
- Ray Bradbury: Burácení hromu (povídka)
- Petra Braunová: Ztraceni v čase
- Chaim Cigan: Kde lišky dávají dobrou noc
- Arthur C. Clarke: Svit vzdálených dní, Oko času
- M. Crichton: Proud času
- Kerstin Gierová: Rudá jako rubín
- Kerstin Gierová: Modrá jako safír
- Kerstin Gierová: Zelená jako smaragd
- Robert A. Heinlein: Dveře do léta[10]
- Robert A. Heinlein: Číslo bestie
- Stanislav Lem: Krysa v Labyrintu
- Terry Pratchett: Koule
- J. K. Rowlingová: Harry Potter a prokleté dítě
- Mark Twain: Yankee z Connecticutu na dvoře krále Artuše
- Kurt Vonnegut: Jatka č. 5
- H. G. Wells: Stroj času
- John Wyndham: Chronoklasmus

### Jiné
Cestováni v čase se také objevuje v PC hrách (Day Of The Tentacle, Lost In Time, The Lost Vikings, Mario's Time Machine, Pepper's Adventures in Time, Life Is Strange, Braid, Chrono Trigger).[zdroj?]